# Nyala (Szudán)
Nyala (arabul: نيالا) város Szudán délnyugati részén, Dél-Dárfúr állam fővárosa. Lakossága 565 ezer fő volt 2007-ben. 
Iparában élelmiszert, kelméket, bőrárukat állítanak elő. A kézművesség még felülmúlja a gyáripar termelési értékét. Kereskedelmében a gumiarábikum a meghatározó. A dárfúri konfliktus idején menekültek özöne lepte el a város környékét. 

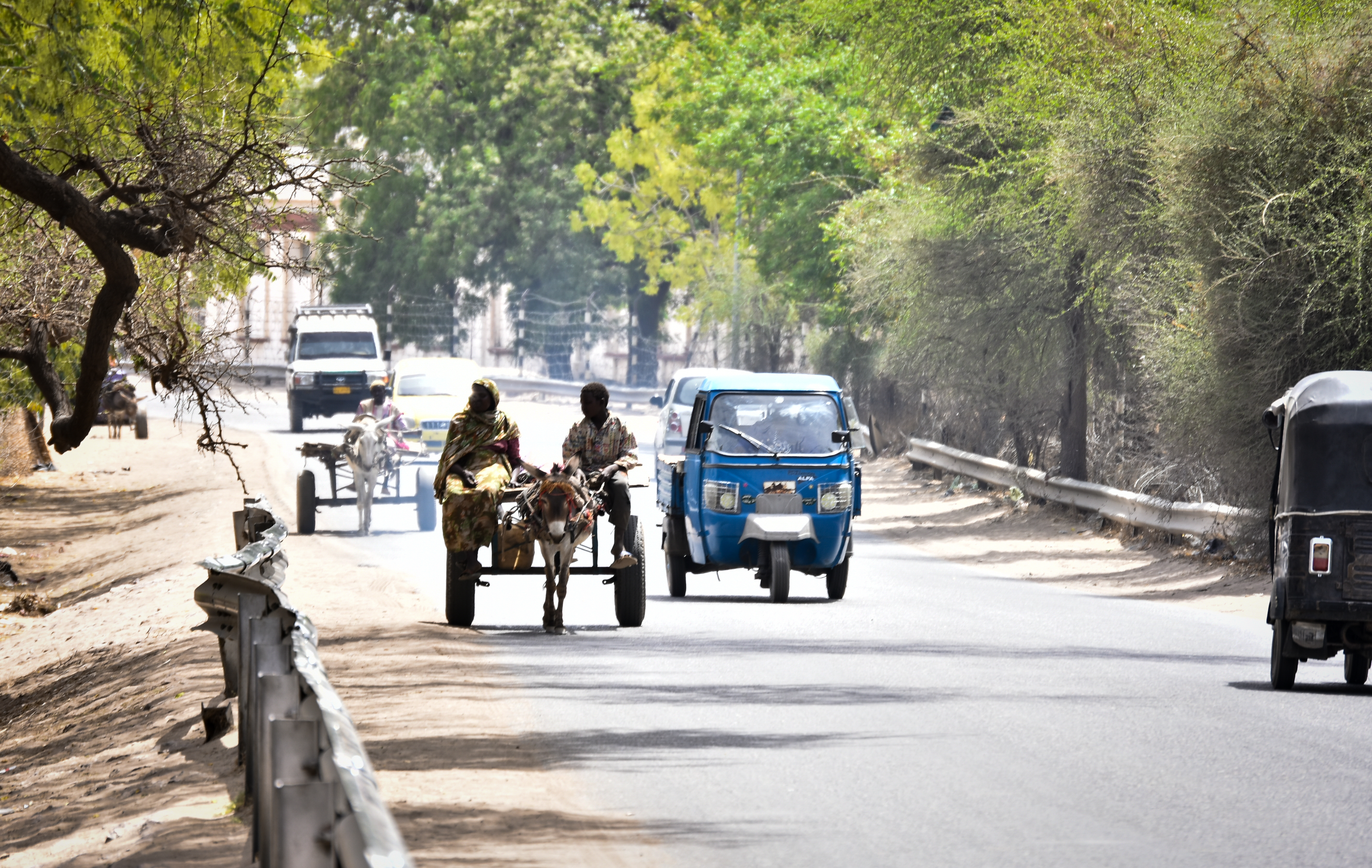
Nyala

## Fordítás
- Ez a szócikk részben vagy egészben  a   Nyala, Sudan című angol Wikipédia-szócikk fordításán alapul.  Az eredeti cikk szerkesztőit annak laptörténete sorolja fel. Ez a jelzés csupán a megfogalmazás eredetét és a szerzői jogokat jelzi, nem szolgál a cikkben szereplő információk forrásmegjelöléseként.